# Ruilopezia lopez-palacii
Ruilopezia lopez-palacii là một loài thực vật có hoa trong họ Cúc. Loài này được (Ruíz-Terán & López-Fig.) Cuatrec. miêu tả khoa học đầu tiên năm 1976.